# Le Cendre
Pour les articles homonymes, voir Cendre (homonymie).
Le Cendre est une commune française, située dans le département du Puy-de-Dôme, en région Auvergne-Rhône-Alpes. Elle fait partie de l'aire d'attraction de Clermont-Ferrand.
Ses habitants sont appelés les Cendrilloux et les Cendrillouses ou encore les Cendrioux et les Cendriouses.

## Géographie

### Localisation
La commune du Cendre est située au centre du département du Puy-de-Dôme, à une dizaine de kilomètres de Clermont-Ferrand, au sud de l'agglomération clermontoise.
Les communes limitrophes sont  Cournon-d'Auvergne, La Roche-Noire, Les Martres-de-Veyre et Orcet.
Quatre communes (cinq en incluant le quadripoint avec Pérignat-sur-Allier) sont limitrophes.
|       | Cournon-d'Auvergne   | Pérignat-sur-Allier (quadripoint) |
|       | Cendre               | La Roche-Noire                    |
| Orcet | Les Martres-de-Veyre |                                   |

### Hydrographie
La commune est traversée par l'Auzon.

### Voies de communication et transports

#### Voies routières
Le territoire communal est traversé par quatre routes départementales (antennes non comprises).
La route départementale 8 relie du nord au sud Cournon-d'Auvergne aux Martres-de-Veyre. Elle prend le nom de rue des Graveyroux jusqu'au pont sur la voie ferrée puis l'avenue Centrale et la route des Martres. Elle possède une antenne, la RD 8c, correspondant à la rue de la Mairie. Dans le centre-ville, la RD 8 croise la RD 52, correspondant à l'avenue de l'Auzon en direction d'Orcet, au sud-ouest, et à la rue du Moulin et l'avenue de l'Allier, en direction de Cournon-d'Auvergne, au nord-est. Une RD 52c, nommée allée des Marronniers, dessert la gare. Enfin, la RD 979 permet un accès autoroutier à l'A75, par l'échangeur no 4.
Au nord, la RD 772 dessert la zone industrielle. Elle porte le nom de rue des Hortensias.

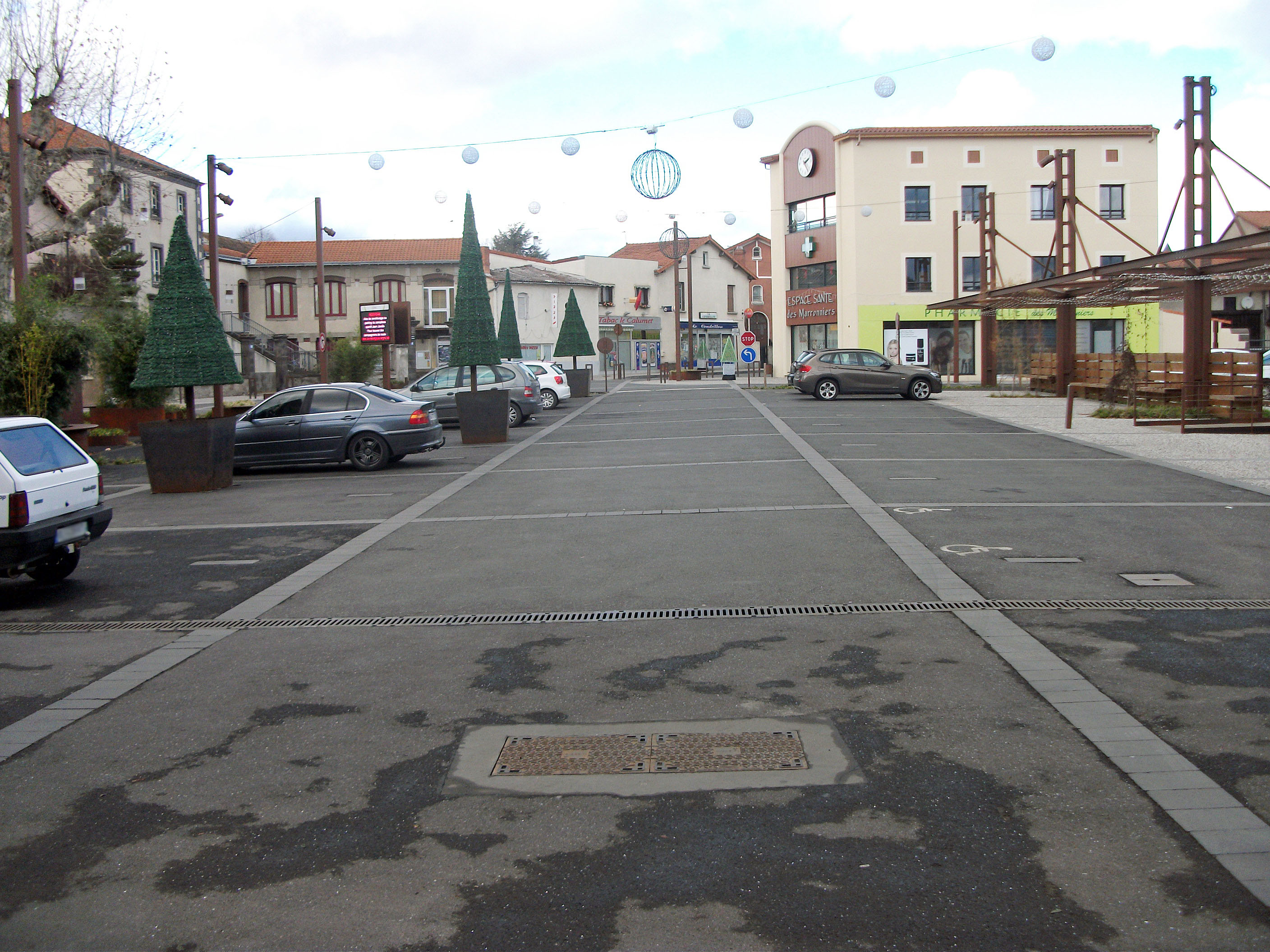
Parking de la place Grassion.
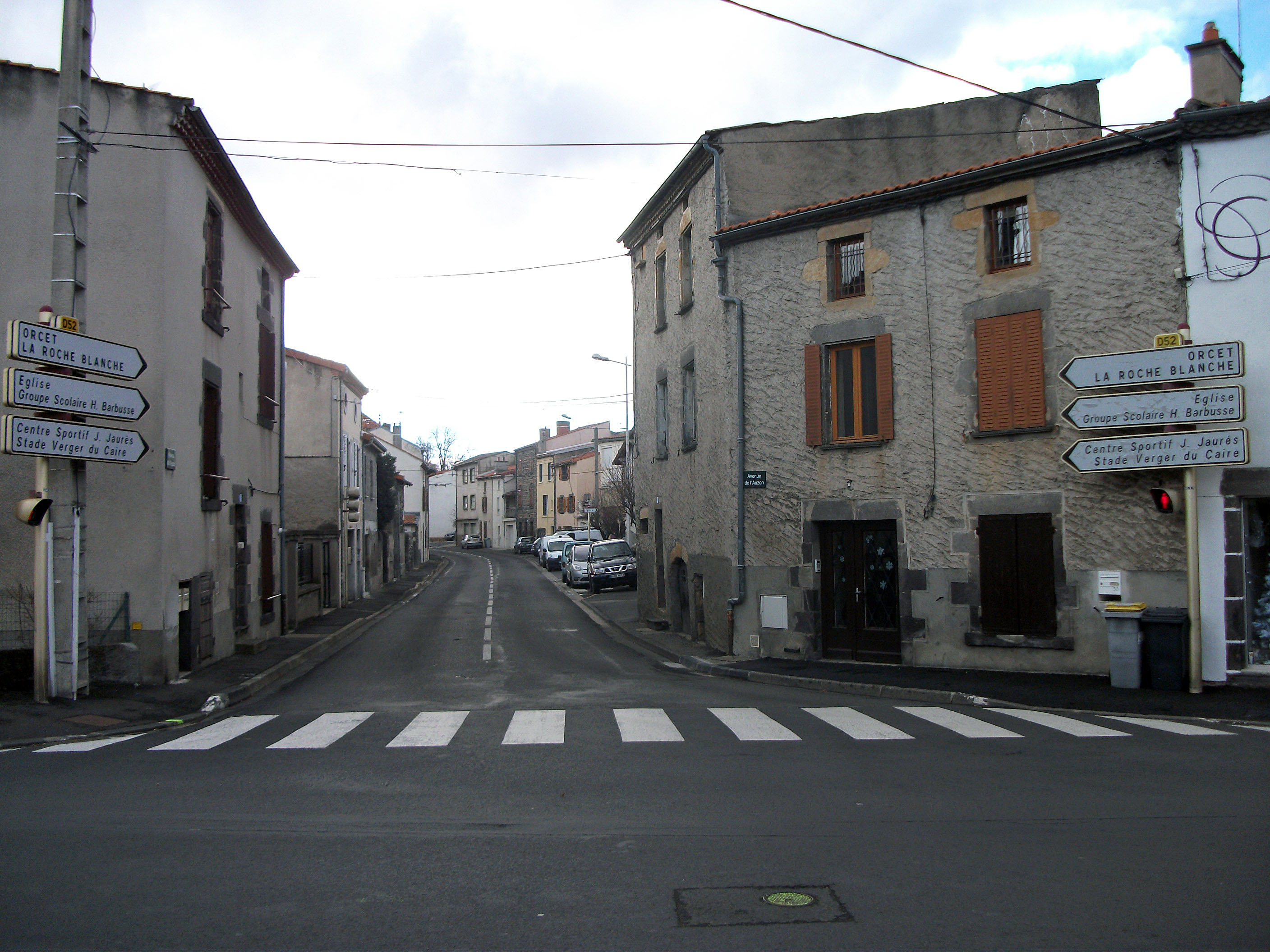
Avenue de l'Auzon - D 52, en direction d'Orcet et de La Roche-Blanche.
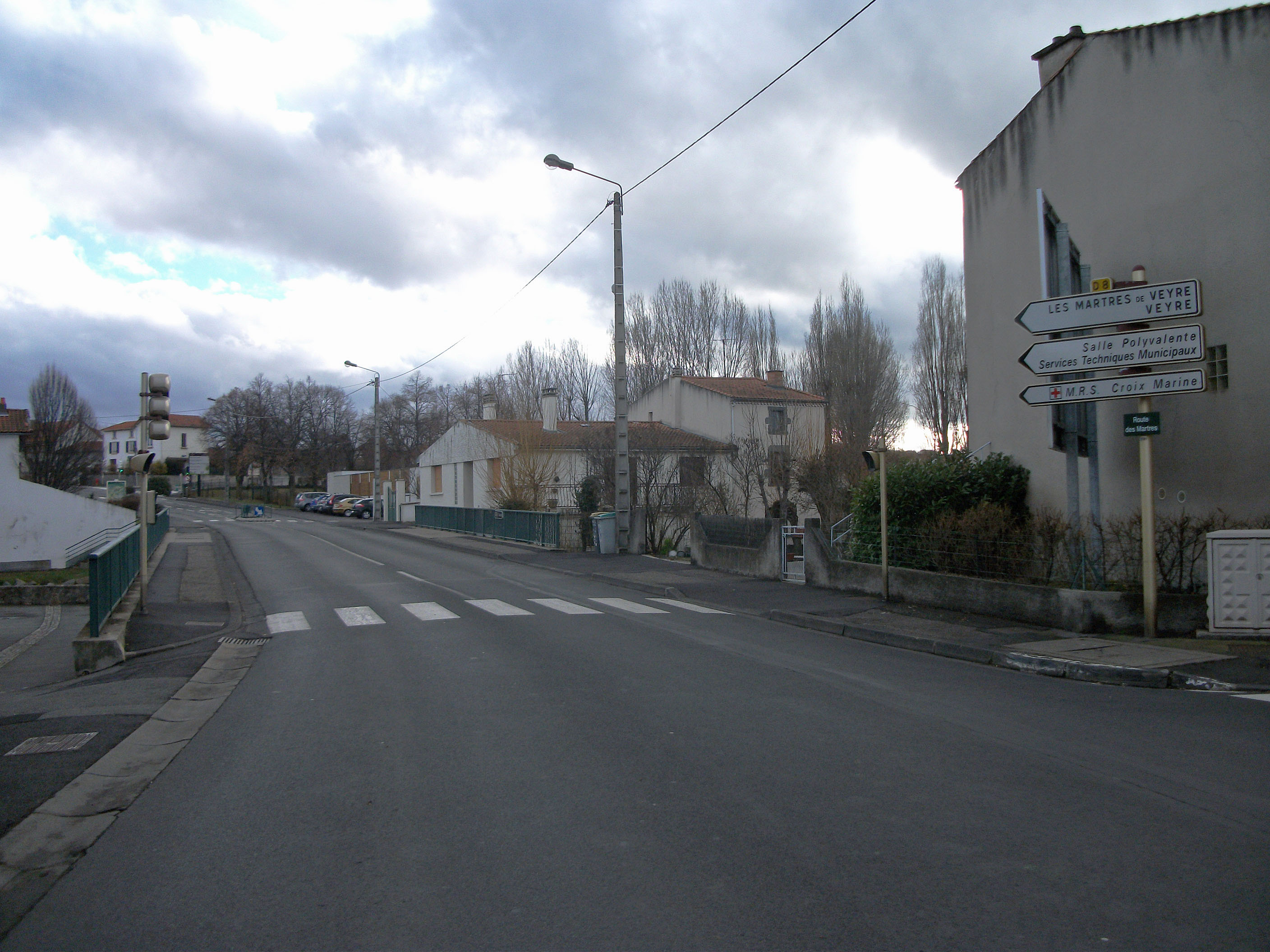
Route des Martres - D 8, en direction des Martres-de-Veyre.

#### Transports en commun
La commune du Cendre est desservie par la ligne 34 du réseau de transports urbains T2C.

#### Transports ferroviaires

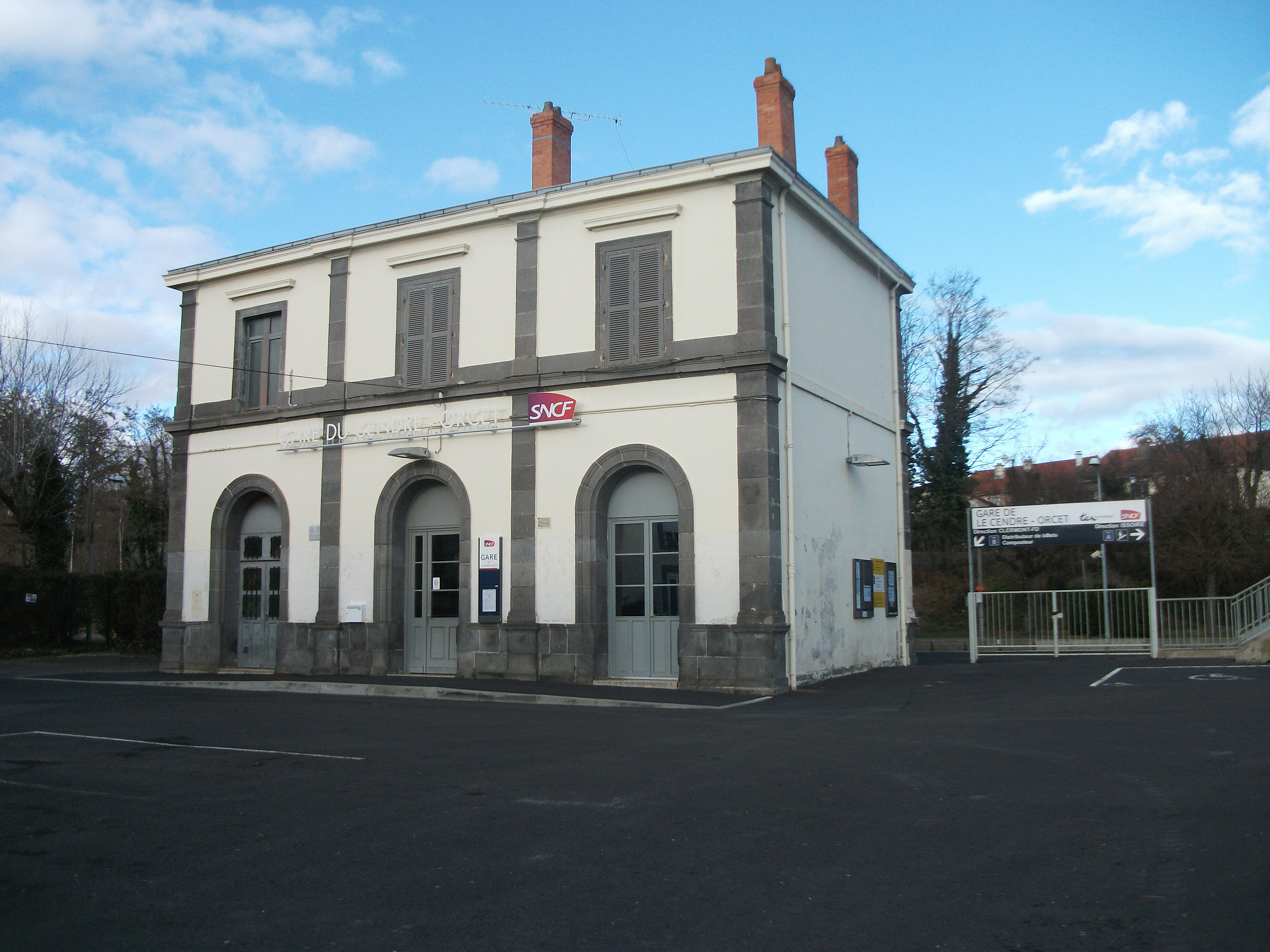
Bâtiment voyageurs de la gare du Cendre - Orcet.

Une gare est implantée sur le territoire communal : Le Cendre - Orcet, sur la ligne de Saint-Germain-des-Fossés à Nîmes-Courbessac. Desservie par des trains TER Auvergne-Rhône-Alpes, elle permet de rejoindre Clermont-Ferrand en dix minutes. Ces trains assurent la desserte périurbaine Sud de l'agglomération de Clermont-Ferrand et permet des correspondances dans la capitale avec les trains en direction de Paris et de Lyon. Les TER desservant Le Cendre sont en majorité des omnibus reliant Clermont-Ferrand (voire Riom - Châtel-Guyon, Moulins-sur-Allier) au nord et Vic-le-Comte, Issoire voire Brioude au sud.

#### Aménagements cyclables
La commune compte sept kilomètres d'aménagements cyclables.

#### Aménagement piétonnier
La commune a réalisé un aménagement piétonnier le long de la rivière Auzon, avec deux aires de jeux (Auzon Jouer, 3 000 m2 et 1, 2, 3… Pandières, 1 800 m2) pour les enfants. Elle a reçu le Prix de la Ville Ludique 2007 pour sa politique volontariste en matière d'aménagement d'aires de jeux pour enfants.

### Climat
Pour des articles plus généraux, voir Climat d'Auvergne-Rhône-Alpes et Climat du Puy-de-Dôme.
En 2010, le climat de la commune est de type climat du Bassin du Sud-Ouest, selon une étude du Centre national de la recherche scientifique s'appuyant sur une série de données couvrant la période 1971-2000. En 2020, Météo-France publie une typologie des climats de la France métropolitaine dans laquelle la commune est exposée à un climat de montagne ou de marges de montagne et est dans la région climatique Nord-est du Massif Central, caractérisée par une pluviométrie annuelle de 800 à 1 200 mm, bien répartie dans l’année.
Pour la période 1971-2000, la température annuelle moyenne est de 10,9 °C, avec une amplitude thermique annuelle de 16 °C. Le cumul annuel moyen de précipitations est de 547 mm, avec 8 jours de précipitations en janvier et 6,7 jours en juillet. Pour la période 1991-2020, la température moyenne annuelle observée sur la station météorologique de Météo-France la plus proche, « Clermont-Ferrand », sur la commune de Clermont-Ferrand à 11 km à vol d'oiseau, est de 12,1 °C et le cumul annuel moyen de précipitations est de 563,4 mm,. Pour l'avenir, les paramètres climatiques de la commune estimés pour 2050 selon différents scénarios d'émission de gaz à effet de serre sont consultables sur un site dédié publié par Météo-France en novembre 2022.

## Urbanisme

### Typologie
Au 1er janvier 2024, Le Cendre est catégorisée centre urbain intermédiaire, selon la nouvelle grille communale de densité à sept niveaux définie par l'Insee en 2022.
Elle appartient à l'unité urbaine de Clermont-Ferrand, une agglomération intra-départementale regroupant 17  communes, dont elle est une commune de la banlieue,,. Par ailleurs la commune fait partie de l'aire d'attraction de Clermont-Ferrand, dont elle est une commune de la couronne,. Cette aire, qui regroupe 209 communes, est catégorisée dans les aires de 200 000 à moins de 700 000 habitants,.

### Occupation des sols
L'occupation des sols de la commune, telle qu'elle ressort de la base de données européenne d’occupation biophysique des sols Corine Land Cover (CLC), est marquée par l'importance des territoires agricoles (51,9 % en 2018), en diminution par rapport à 1990 (61,1 %). La répartition détaillée en 2018 est la suivante : zones urbanisées (46,7 %), terres arables (42,1 %), zones agricoles hétérogènes (9,8 %), zones industrielles ou commerciales et réseaux de communication (0,9 %), milieux à végétation arbustive et/ou herbacée (0,5 %). L'évolution de l’occupation des sols de la commune et de ses infrastructures peut être observée sur les différentes représentations cartographiques du territoire : la carte de Cassini (XVIIIe siècle), la carte d'état-major (1820-1866) et les cartes ou photos aériennes de l'IGN pour la période actuelle (1950 à aujourd'hui).

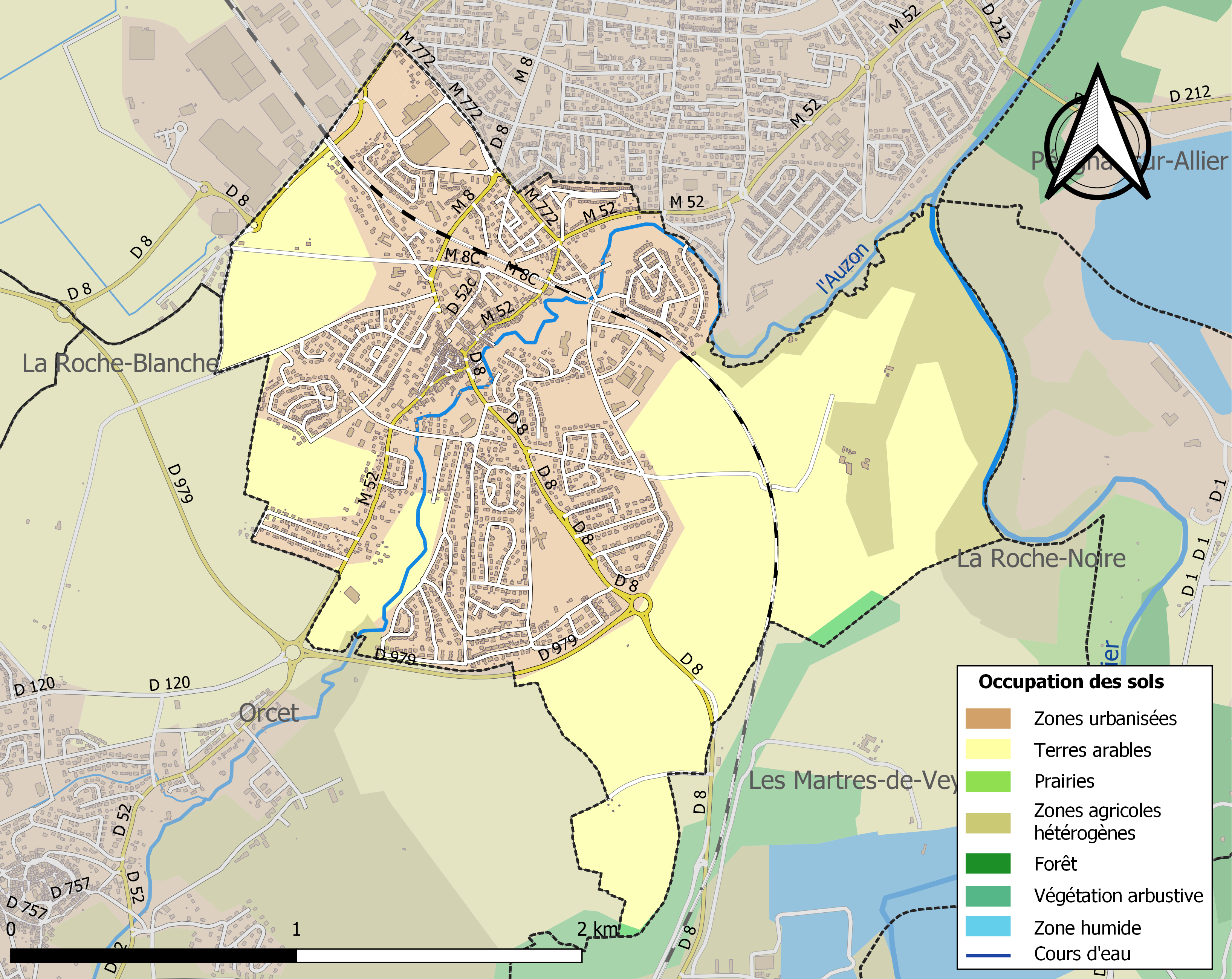
Carte des infrastructures et de l'occupation des sols de la commune en 2018 (CLC).

### Logement
En 2014, la commune comptait 2 301 logements, contre 2 007 en 2009. Parmi ces logements, 94,6 % étaient des résidences principales, 0,7 % des résidences secondaires et 4,7 % des logements vacants. Ces logements étaient pour 81,1 % d'entre eux des maisons individuelles et pour 18,8 % des appartements.
La proportion des résidences principales, propriétés de leurs occupants était de 76 %, en baisse par rapport à 2009 (77,7 %). La part de logements HLM loués vides était de 12,7 % (contre 10,7 %).

### Risques naturels et technologiques
La commune est soumise aux risques d'inondation (par crue à montée lente ou par crue torrentielle à montée rapide de cours d'eau), de mouvement de terrain (par glissements de terrain ou tassements différentiels), phénomènes météorologiques, rupture de barrage, séisme et transports de matières dangereuses. Elle n'a pas élaboré de DICRIM ni de plan communal de sauvegarde.
Deux procédures de plan des surfaces submersibles ou de plan de prévention du risque inondation ont été approuvées par arrêtés préfectoraux sur la commune :
- un plan des surfaces submersibles concernant la rivière Allier, approuvé par arrêté préfectoral du 17 octobre 1969 ;
- un plan de prévention du risque inondation concernant la rivière Auzon, approuvé par un arrêté préfectoral du 9 mai 2007.

La commune, bien que non concernée par le risque industriel, est située à proximité de sites industriels classés SEVESO seuil bas (usines TOTAL distribuant des produits pétroliers et CALDIC entreposant des produits dangereux) et SEVESO seuil haut (ANTARGAZ, stockant et distribuant du gaz et des produits liquéfiés), sur la commune de Cournon-d'Auvergne.
Des transports de matières dangereuses peuvent emprunter la ligne de chemin de fer traversant Le Cendre.

## Toponymie
La plus lointaine dénomination connue du Cendre date du IXe siècle avec Lissandrum. Par dérivation, les noms successifs attestés furent Alexandra aux Xe et XIe siècles, Aussandra en 1211, Alsandra en 1268. En ancien occitan le village était nommé Allsandra.
Mal compris, ce nom devint ensuite Au Sandre, puis Le Sandre en 1401, Le Candre en 1418, avant d'arriver progressivement à sa désignation actuelle.

## Histoire

### Époque gauloise
L'oppidum gaulois de Gondole est situé sur le territoire de la commune. Le site, proche de la confluence de l'Auzon et de l'Allier, est l'un des trois oppida majeurs des Arvernes avec ceux de Corent et de Gergovie. L'ancien rempart est encore très visible en bordure de voie ferrée et celle-ci passe dans le fossé qui a l'origine avait une profondeur de 8m.
Lors des dernières fouilles, un faubourg artisanal a été découvert avec un certain nombre de fours de potiers. Les sites étaient reliés par des voies laténiennes, bordées de fossés, antérieures à l'époque romaine. Celle reliant Gergovie à Gondole passait par Orcet en bordure du camp de César. Sur sa dernière portion, elle était bordée de palissades. Une autre se dirigeait vers Les Martres de Veyre et probablement vers l'oppidum de Corent.

### Époque romaine
Le site du faubourg est abandonné vers 20 av.J-C au même moment où Augustonemetum prend son essor. C'est, en effet, à cette époque qu'Augustonemetum est créée lors de la création de la voie romaine reliant Lyon à Saintes par Agrippa lors de son second séjour en Gaule en -20/-19 av.J.C..

### Moyen Âge
La petite ville du Cendre est communément appelée « La tête d'épingle ».

## Politique et administration

### Découpage territorial
La commune du Cendre est membre de la métropole Clermont Auvergne Métropole, un établissement public de coopération intercommunale (EPCI) à fiscalité propre créé le 24 décembre 1999 (en tant que communauté d'agglomération Clermont Communauté, devenue communauté urbaine le 1er janvier 2017 et métropole depuis le 1er janvier 2018) dont le siège est à Clermont-Ferrand. Ce dernier est par ailleurs membre d'autres groupements intercommunaux.
Sur le plan administratif, elle a d'abord été rattachée au district de Clermont-Ferrand en 1793, devenu l'arrondissement de Clermont-Ferrand en 1801, à la circonscription administrative de l'État du Puy-de-Dôme et à la région Auvergne-Rhône-Alpes. La commune voisine d'Orcet, qui détenait Le Cendre avant sa scission en 1835, faisait partie du canton des Martres-de-Veyre. Celui-ci devient le canton de Veyre.
Sur le plan électoral, elle dépend du canton de Cournon-d'Auvergne pour l'élection des conseillers départementaux, depuis le redécoupage cantonal de 2014 entré en vigueur en 2015, et de la quatrième circonscription du Puy-de-Dôme pour les élections législatives, depuis le dernier découpage électoral de 2010.

### Élections municipales et communautaires

#### Élections de 2020
Le conseil municipal du Cendre, commune de plus de 1 000 habitants, est élu au scrutin proportionnel de liste à deux tours (sans aucune modification possible de la liste), pour un mandat de six ans renouvelable. Compte tenu de la population communale, le nombre de sièges à pourvoir lors des élections municipales de 2020 est de 29. Les vingt-neuf conseillers municipaux sont élus au premier tour avec un taux de participation de 46,36 %, se répartissant en : vingt-six élus issus de la liste d'Hervé Prononce et trois élus issus de la liste de Jean-François Razavet.
Les deux sièges attribués à la commune au sein du conseil métropolitain de Clermont Auvergne Métropole sont issus de la liste d'Hervé Prononce.
Le conseil municipal est composé de 29 membres, dont trois adjoints.

#### Chronologie des maires
| Période                                  | Période                   | Identité                     | Étiquette                                | Qualité |
| ---------------------------------------- | ------------------------- | ---------------------------- | ---------------------------------------- | --- |
| Les données manquantes sont à compléter. |                           |                              |                                          | |
| 1836                                     | 1846                      | Etienne Fredot-Pressoir      |                                          | |
| 1846                                     | 1848                      | André-Haton Pressoir         |                                          | |
| 1848                                     | 1850                      | Etienne Fredot-Pressoir      |                                          | |
| 1850                                     | 1852                      | André Raffy                  |                                          | |
| 1852                                     | 1856                      | Pierre Pressoir-Farnoux      |                                          | |
| 1856                                     | 1871                      | Jean-Pierre Petit-Montséjour |                                          | |
| 1871                                     | 1875                      | Antoine Raffy                |                                          | |
| 1875                                     | 1882                      | Antoine Chatain              |                                          | |
| 1882                                     | 1884                      | Antoine Prononce             |                                          | |
| 1884                                     | 1888                      | Jean David                   |                                          | |
| 1888                                     | 1900                      | André Grassion-Frédot        |                                          | |
| ...                                      | ...                       | ...                          | ...                                      | ... |
| octobre 1947                             | mars 1971                 | Marius Douce                 |                                          | |
| ...                                      | ...                       | ...                          | ...                                      | ... |
| 1977                                     | 1984                      | Gilbert Bernard              |                                          | |
| 1984                                     | juin 1995                 | Alain Cuerq                  | PCF                                      | |
| juin 1995                                | En cours (au 8 août 2020) | Hervé Prononce               | UDF puis UMP puis UDI (NC) puis Horizons | Agriculteur 6e vice-président de Clermont Auvergne Métropole chargé du budget et de la fiscalité (2014-2020) Conseiller départemental du canton de Cournon-d'Auvergne (depuis 2021) |

### Politique environnementale
La collecte des déchets est assurée par Clermont Auvergne Métropole. La déchèterie la plus proche est située à Cournon-d'Auvergne, sur l'ancienne route de Lempdes.

### Jumelages
La commune est jumelée avec la ville portugaise de Murça (municipalité de près de 6 500 habitants, située au nord-est de Porto), ainsi qu'avec la ville de Tô, au Burkina Faso, depuis 2011, et la compagnie de commandement et de logistique du 92e régiment d'infanterie de Clermont-Ferrand depuis 2012.

## Population et société

### Démographie

#### Évolution démographique
L'évolution du nombre d'habitants est connue à travers les recensements de la population effectués dans la commune depuis 1836. Pour les communes de moins de 10 000 habitants, une enquête de recensement portant sur toute la population est réalisée tous les cinq ans, les populations de référence des années intermédiaires étant quant à elles estimées par interpolation ou extrapolation. Pour la commune, le premier recensement exhaustif entrant dans le cadre du nouveau dispositif a été réalisé en 2007.

En 2022, la commune comptait 5 455 habitants, en évolution de +2,35 % par rapport à 2016 (Puy-de-Dôme : +2,1 %, France hors Mayotte : +2,11 %).
| 1836 | 1841 | 1846 | 1851 | 1856 | 1861 | 1866 | 1872 | 1876 |
| ---- | ---- | ---- | ---- | ---- | ---- | ---- | ---- | ---- |
| 552  | 476  | 495  | 514  | 588  | 581  | 610  | 556  | 620  |

| 1881 | 1886 | 1891 | 1896 | 1901 | 1906 | 1911 | 1921 | 1926 |
| ---- | ---- | ---- | ---- | ---- | ---- | ---- | ---- | ---- |
| 580  | 594  | 633  | 629  | 581  | 580  | 560  | 532  | 592  |

| 1931 | 1936 | 1946 | 1954 | 1962 | 1968  | 1975  | 1982  | 1990  |
| ---- | ---- | ---- | ---- | ---- | ----- | ----- | ----- | ----- |
| 595  | 552  | 555  | 626  | 766  | 1 442 | 2 548 | 4 114 | 5 013 |

| 1999  | 2006  | 2007  | 2012  | 2017  | 2022  | - | - | - |
| ----- | ----- | ----- | ----- | ----- | ----- | - | - | - |
| 4 869 | 4 697 | 4 676 | 4 906 | 5 426 | 5 455 | - | - | - |

#### Pyramide des âges
En 2018, le taux de personnes d'un âge inférieur à 30 ans s'élève à 32,9 %, soit en dessous de la moyenne départementale (34,2 %). À l'inverse, le taux de personnes d'âge supérieur à 60 ans est de 29,5 % la même année, alors qu'il est de 27,9 % au niveau départemental.
En 2018, la commune comptait 2 598 hommes pour 2 891 femmes, soit un taux de 52,67 % de femmes, légèrement supérieur au taux départemental (51,59 %).
Les pyramides des âges de la commune et du département s'établissent comme suit.
| Hommes | Classe d’âge | Femmes |
| ------ | ------------ | ------ |
| 0,7    | 90 ou +      | 1,7    |
| 6,6    | 75-89 ans    | 9,7    |
| 20,2   | 60-74 ans    | 20,0   |
| 18,4   | 45-59 ans    | 18,8   |
| 19,3   | 30-44 ans    | 18,7   |
| 14,8   | 15-29 ans    | 12,8   |
| 20,1   | 0-14 ans     | 18,4   |

| Hommes | Classe d’âge | Femmes |
| ------ | ------------ | ------ |
| 0,7    | 90 ou +      | 2,1    |
| 7,4    | 75-89 ans    | 10,2   |
| 17,7   | 60-74 ans    | 18,6   |
| 20,2   | 45-59 ans    | 19,2   |
| 18,4   | 30-44 ans    | 17,4   |
| 18,6   | 15-29 ans    | 17,2   |
| 17     | 0-14 ans     | 15,3   |

### Enseignement
Le Cendre dépend de l'académie de Clermont-Ferrand. Elle gère deux écoles maternelles et élémentaires publiques portant les noms Henri-Barbusse et Louis-Aragon.
Hors dérogations à la carte scolaire, les collégiens se rendent à Cournon-d'Auvergne, au collège La Ribeyre, et les lycéens à Clermont-Ferrand, aux lycées Jeanne-d'Arc ou Blaise-Pascal pour les filières générales, au lycées La-Fayette pour la filière STI2D ou au lycée Sidoine-Apollinaire pour la filière STMG.

### Manifestations culturelles et festivités
La commune organise chaque année un événement festif appelé Le Cendre en fête. Celui-ci prend place le dernier week-end de juin au cours duquel se déroulent traditionnellement concerts, brocante et feu d'artifice. Un festival de marionnettes et de théâtre d'ombre, « Juste pour deux mains » a également lieu sur la commune chaque année au centre culturel des Justes.

### Santé
L'hôpital le plus proche est le centre hospitalier universitaire Gabriel-Montpied, à Clermont-Ferrand.

### Sports
La commune possède un complexe sportif situé avenue de l'Auzon, avec des terrains de football, de rugby, de tennis, de basket-ball, ainsi qu'une salle de judo, de boxe et de tennis de table ; un terrain de bicross et un ancien stade.

## Économie

### Emploi
En 2014, la population âgée de quinze à soixante-quatre ans s'élevait à 3 220 personnes, parmi lesquelles on comptait 71,2 % d'actifs dont 65,7 % ayant un emploi et 5,5 % de chômeurs.
On comptait 1 034 emplois dans la zone d'emploi. Le nombre d'actifs ayant un emploi résidant dans la zone étant de 2 127, l'indicateur de concentration d'emploi s'élève à 48,6 %, ce qui signifie que la commune offre moins d'un emploi par habitant actif.
1 961 des 2 127 personnes âgées de quinze ans ou plus (soit 92,2 %) sont des salariés. Seuls 13,2 % des actifs travaillent dans la commune de résidence.

### Entreprises
Au 1er janvier 2015, Le Cendre comptait 197 entreprises : 14 dans l'industrie, 22 dans la construction, 61 dans le commerce, le transport, l'hébergement et la restauration, 28 dans les services aux entreprises et 72 dans les services aux particuliers.
En outre, elle comptait 217 établissements.

### Commerce
Une zone commerciale est implantée au nord, comprenant un centre commercial (Le Forum) avec des enseignes du groupement des Mousquetaires (Intermarché Hyper, Bricomarché).

## Culture locale et patrimoine

### Lieux et monuments
- Château de Gondole, du XIVe siècle[CEN 8].
- Château de Montséjour, construit au XVIIe siècle et détruit à la fin des années 1960[CEN 8].
- Église Saint-Pierre, du XIXe siècle[CEN 8].
- Maison Junisson, édifiée en 1889 et rachetée en 1995 par l'établissement public foncier pour le compte de la commune[CEN 8].
- La mairie a été construite en 1883[CEN 8].

### Patrimoine naturel
La commune fait partie de la zone Natura 2000 « Val d'Allier - Alagnon » (arrêté du 30 juin 2015), ainsi que des zones protégées :
- ZNIEFF « Coteaux de Limagne Occidentale » ;
- ZNIEFF « Lit majeur de l'Allier Moyen » ;
- ZNIEFF « Puy de Tobize » ;
- ZNIEFF « Allier Pont de Mirefleurs - Dallet ».